# Amphiporus imparispinosus
Amphiporus imparispinosus är en djurart som tillhör fylumet slemmaskar, och som beskrevs av Griffin 1898. Amphiporus imparispinosus ingår i släktet Amphiporus och familjen Amphiporidae. Utöver nominatformen finns också underarten A. i. similis.